# Thomas Nardin
Thomas Nardin est un homme politique et traducteur et historien français, né vers 1540 à Besançon et mort en 1616 dans la même ville.

## Biographie
Thomas Nardin naquit vers 1540 à Besançon d’une famille patricienne. Après avoir achevé ses études et pris ses degrés en droit, il revint dans sa ville natale, où il remplit successivement les premiers emplois de la magistrature. Il fut chargé de différentes missions en Italie. Député à la diète de Ratisbonne, pour y défendre les franchises de la ville de Besançon menacées par le chef de l’empire, il parvint, avec l’appui de Henri IV, à faire respecter l’indépendance de sa patrie et à assurer à ses concitoyens la jouissance des privilèges qu’ils n’ont perdus qu’en 1664, lors de l’échange de Besançon contre Frankenthal. Nardin chercha à inspirer à ses compatriotes le goût des lettres, dont la culture charmait ses loisirs, et ce fut lui qui encouragea Jean-Baptiste Chassignet, son cousin, à mettre au jour ses différents recueils de poésies. Il mourut en août 1616, universellement regretté pour ses talents, que relevaient encore la simplicité de ses mœurs et sa modestie. Nardin a traduit de l’italien de Girolamo Conestaggio : L’union du royaume de Portugal à la couronne de Castille, Besançon, 1596 ou 1601, et Arras, 1600, in-8°. Cette traduction a été reproduite avec quelques changements dans le style, Paris, 1680, 2 vol. in-12.

## Sources
- « Nardin (Thomas) », dans Louis-Gabriel Michaud, Biographie universelle ancienne et moderne : histoire par ordre alphabétique de la vie publique et privée de tous les hommes avec la collaboration de plus de 300 savants et littérateurs français ou étrangers, 2e édition, 1843-1865 [détail de l’édition]